# نهر إميني
وادي إميني هو نهر و قرية في وسط المغرب، يقع النهر و القرية التي تحمل اسمه في بين ورززات و قصر آيت بن حدو. ينبع نهر إميني من الجهة الشرقية لجبال الأطلس ويصب في نهر درعة. يوفر النهر العشب الأخضر والمياه العذبة للمناطق المحيطة به.

## المسار
ينبع وادي إميني في شرق جبال الأطلس بالقرب من ممر جبل تيزي نتيشكة، لتغذي فيما بعد وادي درعة (أطول نهر في المغرب) عبر نهر نتديلي. يتدفق عبر منطقة آيت إميني. ويتدفق إلى منطقة تزكزاوين. يشكل القسمان العلوي والوسطى من الوادي أهم منطقة استيطانية في بلدية إيغرم ن أوكدال، بينما يشكل الروافد الأدنى لبلدية أمرزڭان.

## المرور
في الطريق من تيزي نتيشكة عبر المظلة الجنوبية لجبال الأطلس، يوفر قاع وادي إميني مساحة لحركة المرور المستمرة على الطرق. يصاحب الطريق الوطني N9 مجرى النهر من أعلى الممر في الطريق إلى ورزازات ويقود عبر قرى الوادي، بدءًا من قرية أكلموس الجبلية العالية على ارتفاع 2124 متر.

## روابط خارجية
- ورزازات 1928-1956: وادي درعة وروافده
- وادي إميني في الأسماء الجغرافية